# Decímetro cúbico

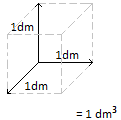
Decímetro cúbico

El decímetro cúbico es una unidad de volumen derivada del metro cúbico, equivale a la milésima parte de un metro cúbico. El símbolo de decímetro cúbico es dm³. Un decímetro cúbico es equivalente a 1 litro.

## Equivalencias
- 1 dm³ = 1000 000 mm³ = 106 mm³
- 1 dm³ = 1000 cm³ = 103 cm³
- 1 dm³ = 0.001 m³ = 10-3 m³
- 1 dm³ = 0.000 001 dam³ = 10-6 dam³
- 1 dm³ = 0.000 000 001 hm³ = 10-9 hm³
- 1 dm³ = 0.000 000 000 001 km³ = 10-12 km³